# Motala Verkstad

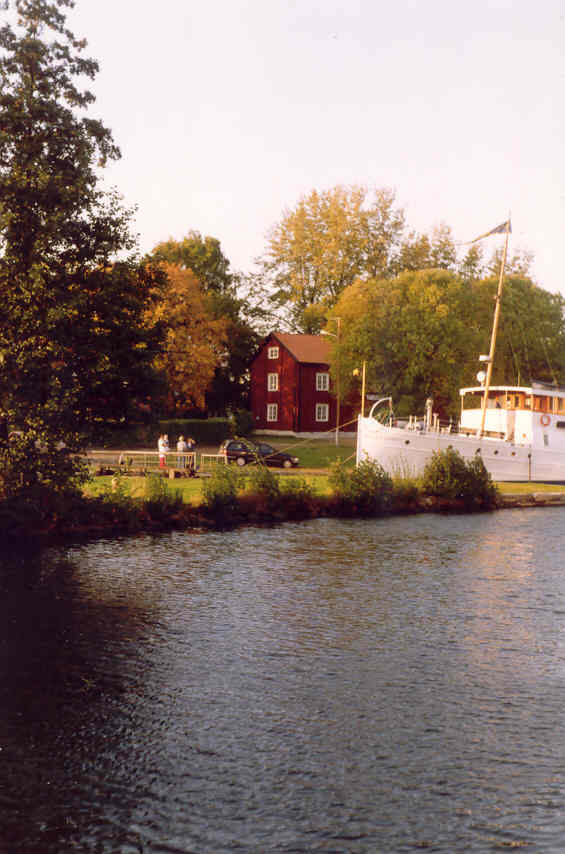
Torrdockan vid Göta kanal tillkom 1815 och arbetarbostaden i bakgrunden decenniet efter.

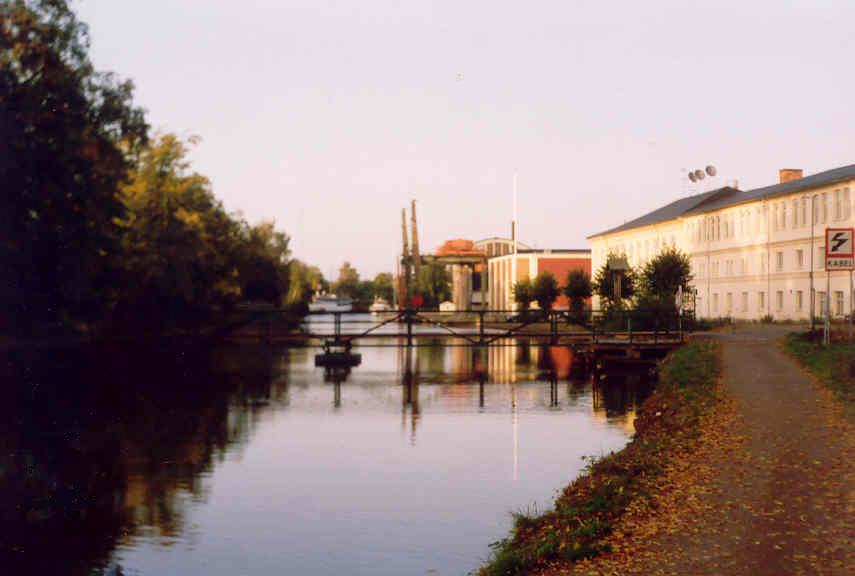
De äldre industribyggnaderna vid Göta kanal. Motala verkstads nuvarande produktion görs i närheten.

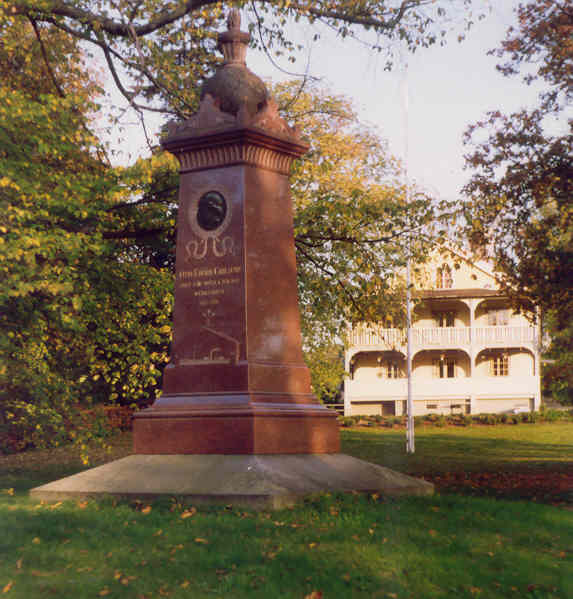
Minnessmärket över verkstadschefen Otto Edvard Carlsund, rest 1889 framför värdshuset från 1828.

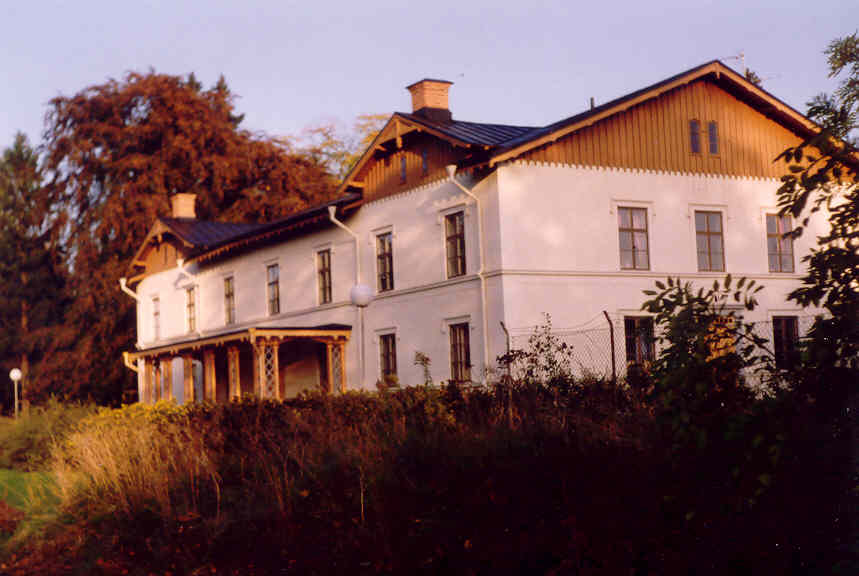
Föreningshuset, vid kanalen. Numera inrymmer detta privatboende men även en teaterlokal.

Motala Verkstad är ett av Sveriges äldsta verkstadsföretag och namnet på det område mellan Motala ström och Göta kanal, 1–2 kilometer från centrala Motala i Östergötland. Området ligger mittemot Motala verkstads järnvägsstation på järnvägslinjen Hallsberg–Mjölby.
Företaget grundades år 1822 på initiativ av Baltzar von Platen, som insåg betydelsen av att ha en lokal teknisk kompetens tillgänglig i Motala under byggandet av Göta kanal. Bland de första arbetsuppgifterna var diverse slussmekanismer och reparationer av de mudderverk som användes i samband med kanalbyggandet. Senare har Motala verkstad bland annat tillverkat över 400 fartyg, drygt 800 broar (till exempel Skeppsholmsbron, Västerbron, Bergnäsbron och Ahvazbron i Iran, vars huvudspann var den största helsvetsade järnvägskonstruktionen som då, år 1936, utförts i världen) och järnvägsutrustning, varav 1300 lokomotiv. Även de 118 meter höga tornen på Uppsala domkyrka tillverkades här. På 1970-talet var Motala verkstad världens största exportör av diskbänkar och på 1980-talet tillverkade man landställ för svenskbyggda flygplan. 
2018 hade företaget cirka 170 anställda, och omsatte 275 miljoner kronor. På tillverkningsprogrammet finns bland annat olika slags brokonstruktioner och liknande anläggningar (ex. dammluckor), pressar för boardindustrin, styrutrustning med mera för fartyg samt underhåll och reservdelstillverkning för pumpanordningar, valsar, fläktar och järnvägsfordon. Man åtar sig även diverse rostskyddsarbeten. Motala Verkstad Group gick i konkurs 11 september 2024. Linköpings tingsrätt tog beslutet om konkurs gällande både moderbolaget Motala Verkstad Group AB och AB Motala Verkstad.

## Historik

### Bolagets första år
Motala verkstad började anläggas våren 1822 av Göta kanalbolag under överinseende av engelsmannen Daniel Fraser. Under de första åren utfördes egentligen endast arbeten för kanalens och verkstadens eget behov, men med kungligt tillstånd utvidgades snart verksamheten, och arbeten utfördes till flottans artilleriverkstad i Stockholm, till Vanäs (Karlsborgs) fästningsbyggnad med mera. De dittills (1827) uppförda byggnaderna befanns snart för små för de ingående beställningarna, varför inom kort tillkom nytt gjuteri, cylinderblåsmaskin, modell- och materialförråd, en andra maskinverkstad, hammarsmedja och uppsättningsverkstad, valsverk för plåt- och fasonjärn, puddlingsverk och grovsmedja (de båda senare 1842–1843), ny fil- och maskinuppsättningsverkstad (1852), lysgasverk (1856) samt ett plåt- och stångjärnsvalsverk (1856). 1857–1858 byggdes två större skjul för fartygsuppsättning, 1864 började tillverkningen av räls och hjulband (hopvällda), 1874 byggdes hjul- och kanonbandsvalsverk, torvgasverk och martinugnar, varjämte verkstaden genom en svängbro över kanalen sattes i förbindelse med Hallsberg–Motala–Mjölby-banan, 1876 verkstad för tillverkning av järnvägshjul, 1878 lokomotivverkstad, och 1887 ombyggdes medium- och finvalsverken samt uppsattes ett universalvalsverk.
Sedan arbetena med kanalanläggningen var avslutade såldes verkstaden år 1840 för 300 000 riksdaler till Motala mekaniska verkstadsbolag, representerat av tolv aktier. Detta bolag förändrades 1867 till aktiebolag. Vid verkstaden tillverkades därefter en mängd olika föremål, bland annat maskiner för lanthushållning, arbetsmaskiner, ångmaskiner av olika slag, färjor, broar, slussportar, krigs- och handelsfartyg, mudderverk, lokomotiv, ångpannor, järnvägshjul, plåt, fasonjärn, räls, hjul- och kanonband, smiden med mera.
Antalet  anställda under detta verkstadens andra skede var omkring 1300 man (filialerna ej inberäknade) och största tillverkningsvärdet (det för 1874) 4,74 miljoner, varav ungefär hälften vid valsverket.

### Varvsinköp
Det första ångfartyget som byggdes var det till kungliga postverket levererade "Motala", försett med en 60 hästkrafters maskin, likaledes den första vid Motala byggda. Byggandet pågick 1827-1831 och fartyget levererades årsskiftet 1831-1832. 1829-1831 byggdes även hjulångaren Rosen som levererades till Göteborg sommaren 1831. Under 1831 byggdes även ångmaskiner till fartygen Götha Elf och Finspång i Motala. Första järnfartyget var det 1842 byggda "Scandia". 1844 levererades den första propellerångbåten (en fem hästkrafters båt för ryske kejsaren). Lokomotivtillverkningen började 1861. Då kanalens dimensioner ej medgav större fartyg att passera densamma och den dessutom var länge stängd av is, ämnade man vid Mem anlägga ett varv, men detta förslag övergavs, och i stället inköptes 1838 i Norrköping två tomter, där det så kallade Motala varv anlades 1841. Där och vid Lindholmen i Göteborg byggdes alla de hos bolaget beställda större fartygen. 1867 inköptes Nyköpings varv och mekaniska verkstad (såld ånyo 1882), där allt arbete snart nedlades. 1873 dels inköptes, dels arrenderades torvmossar i Bredviks socken vid västra stranden av Vättern, varifrån torven fördes till verkstaden. 1875 blev bolaget ägare även till de nyanlagda Bångbroverken, varifrån Motala valsverk sedan erhöll större delen av sitt tackjärn samt sina bessemergöt, och 1884 arrenderades Oskarshamns mekaniska verkstad.

### Samhället Motala verkstad

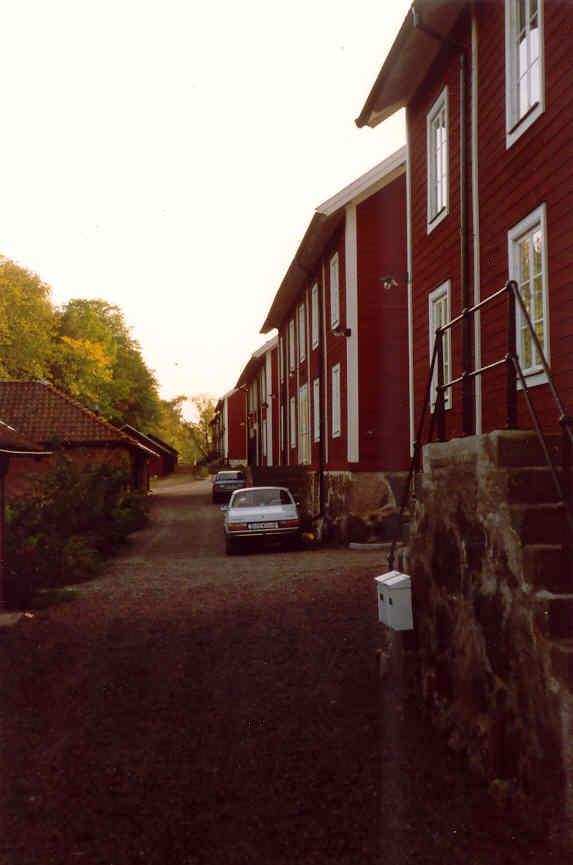
Motala verkstad, Svarta raden, bostadsområde för arbetare.

Runt verkstadsområdet växte det upp ett litet samhälle som kunde ses som en förort till bebyggelsen i själva handelsplatsen Motala som 1863 bildade Motala köping och från 1 april 1881 ombildades till Motala stad. Samhället Motala verkstad låg dock till 1948 kvar i Motala socken och ingick i Motala landskommun för att först 1948 inkorporeras i Motala stad. År 1900 bodde 3.349 personer inom området.
Större delen av tjänstemännen och arbetarna bebodde mot billig hyra bolaget tillhöriga lägenheter. Därtill hade under denna tid inköpts 35 hektar mark att användas för uppförande av bostäder åt personalen. Även varmbadhus byggdes. Verkstaden hade läkare och sjukhus och en tid även egen fattigvård. 1846 inrättades den första sjuk- och begravningskassan, och därefter bildades ytterligare sådana kassor inom de särskilda verkstäderna. En sparbank inrättades 1840 av bolaget, 1868 övertogs den av arbetarna själva, blev sedan 1880 filial till Linköpings sparbank. 1842 anställdes vid verkstaden en präst, som vid sidan av förrättandet av gudstjänst skulle undervisa barnen vid verkstaden. Senare tog Motala sockens lärarkår över folkskolundervisningen.

### Bolagets chefer och ägare
Verkstadschefer var Daniel Fraser (1822–1843), Otto Edvard Carlsund (1843–1870), över vilken ett monument avtäcktes 22 augusti 1889, ingenjören och kaptenen Erik Adolf Unge (1870–1877), Knut Bohman 1877–1878, Patric Reutersvärd 1878–1879, Ludvig Broomé 1879–1890. Ingenjör Sven Almqvist var teknisk chef 1877–1892. 1890 avyttrade bolaget Bångbroverken, och till följd av dess 1891 iråkade konkurs frånskildes avdelningarna vid Lindholmen, Norrköping och Oskarshamn, varefter den vid Motala belägna verkstaden inköptes av "Motala verkstads Nya aktiebolag" (bolagsordningen fastställdes 29 april 1892, aktiekapital 1,6 miljoner kronor), med ingenjör K. Ångström som verkställande direktör och verkstadschef. Under de följande 11 åren gick verkstaden betydligt framåt och delvis nydanades. Aktiekapitalet höjdes 1912 till 2 miljoner kronor. 

- Johan Sjöholm, 1908–1910;
- Swen Sjöholm, 1910–1913;
- Otto Hallström, 1913–1919;
- Pehr Perno, 1919–1923;
- Wilhelm Hök, VD i AB Lindholmen-Motala 1920–1922
- Andreas Ljungman, 1923–1927;
- Erik Sundblad, 1927–1932;
- Gustaf Raabe, 1932–1934;
- O. E. Johansson, 1932–1939;
- Olof Sahlin, 1940–1951;
- Tore Segerdahl, 1951–1959;
- Yngve Zacco, 1959–1965;
- Carl Ragnar Schmidt, 1965–1968;
- Anders Wingstrand, 1968–1971;
- Helge Lindberg 1971–1973
- Rune Smedman 1973–1975
- Evert Samuelsson 1975–1982
- Lars Nordström 1982–1987
- Lars Hedenskog 1987–1995
- P.G. Lindberg 1995–2000
- Thony Molander 2000–2007
- Rolf Polbratt, 2007–2012
- Jörgen Hedström 2012–2015
- Björn Lifvergren, 2015–2016
- Anders Holm 2016–2017
- Daniel Ellison 2017–2019
- Håkan Johansson 2019–

Åren 1944–1986 ingick Motala verkstad i Johnsonkoncernen genom Rederi AB Nordstjernan. Motala Verkstad ägs sedan 2011 av Aqilles Invest AB.

### Åren kring första världskriget
Fastigheterna var 1912 taxerade till jordbruksfastighet 5/8 mantal 62000 kronor, annan fastighet 2071800 kronor. En på kanalens norra strand belägen skeppsdocka arrenderas då av bolaget av Göta kanalbolag. Maskinverkstäderna drevs sedan 1893 medelst elektrisk kraftöverföring, och elektrisk belysning var införd. De gamla verkstäderna moderniserades och utrustades med nya tidsenliga arbetsmaskiner, nya verkstäder för lokomotivtillverkningen uppfördes för en kapacitet av 40 lokomotiv per år, likaså ny grovsmedja med 1200 tons ånghydraulisk smidespress jämte ugnar, elektriska traverser och grovsvarv. Av Motalabolaget hade tillverkats 5 monitorer, pansarbåtarna "Svea" och "Göta", maskin och pannor med mera till pansarbåtarna "Äran", "Niord", "Dristigheten" och "Oscar II" samt torpedkryssarna "Psilander" och "Clas Uggla", vidare (1892–1902) 185 järnvägs- och landsvägsbroar, 202 lokomotiv, 35 ångbåtar, 44 ångmaskiner med mera. 1903 övergick aktiemajoriteten i andra händer och bytte därefter ett par gånger bytt ägare, men verksamheten fortgick under samma firmanamn. 1894 återförvärvades Lindholmens verkstäder och varv, dock som ett fristående bolag, vari Motalabolaget hade aktiemajoriteten.

### Motala verkstad efter 1920-talet
Lindholmens varv kom under åren fram till 1920 ständigt att byta ägare. Motala verkstad blev därefter åter ägare till varvet, för att ännu en gång sälja det 1936. 1944 förvärvades emellertid Motala verkstad av Rederi AB Nordstjernan, som sedan 1941 varit ensam ägare även till Lindholmen. Denna företagsstruktur kom att gälla in på 1970-talet då Lindholmens varv såldes till Broströmskoncernen. 1 augusti 1966 inköptes Björneborgs Jernverk. 1986 avyttrades även Motala verkstad från koncernen. Det gamla verkstadsområdet kallas idag för "Gamla Motala Verkstad" för att skilja det från det aktiva verkstadsföretaget Motala Verkstad. Gamla Motala Verkstad ägs sedan 1986 av Motala kommun. År 2009 sjösatte Motala kommun ett ambitiöst program för restaurering av de då ganska slitna byggnaderna. Arbetet har inneburit en varsam renovering där byggnadernas ursprungliga karaktär har fått styra, särskild vikt har lagts på att bevara områdets industrikänsla. Restaureringsarkitekt har varit Paul Wilund. En ny detaljplan håller på att tas fram (2012–13) och området skall med ett par varsamma tillägg utvecklas till en kulturstadsdel.

## Arkitektur
Motala verkstad är som bostadsområde i Motala en kanalmiljö med varierad bebyggelse präglad av Motala verkstad. Området innehåller bostäder för arbetare, förmän, tjänstemän och direktör. Här finns också Föreningshuset, byggt av Motala verkstads arbetarförening 1866, före detta simhall (1940), värdshus (1828) samt före detta skola (1831). Bland övriga representationsbyggnader kan nämnas det så kallade Bolagshuset, byggt för representation efter ritningar av Bengt Nyström samt den första verkstads- och kontorsbyggnaden från 1828. I Motala verkstad finns även en egen järnvägsstation och ett Folkets Hus uppfört 1906.
En av sevärdheterna är Långa raden, ett arbetarbostadsområde på båda sidor om Verkstadsvägen samt norr därom ett antal egna hem. Arbetarbostäderna tillkom i samband med kanalbygget och är bra exempel på denna typ av bebyggelse från industrialismens början. Husen är av timmer i två våningar med liggande rödmålad panel.
En annan sevärdhet är Motala verkstads reparationsdocka samt därintill liggande magasin och före detta arbetarbostäder. Dockan, en av tre utmed Göta kanal, byggdes 1815. I anslutning till denna ligger den så kallade dockbyggningen, en rödmålad och panelad arbetarbostad byggd på 1820-talet för åtta familjer.

## Det gamla verkstadsområdet idag
Mitt i det gamla verkstadsområdet ligger sedan 2004 Motala Industrimuseum. Bredvid torrdockan ligger ett STF vandrarhem samt kafé. I det gamla huvudkontoret ligger Bona folkhögskola. Den södra delen av Plåtverkstaden användes under en period som teater, där Mudderverket hade urpremiär 2006. Mellan åren 1997 och 2005 spelades det historiska spelet om Göta kanal "Grefven och Gräfvarne", de två första åren utomhus på "Brägårn" och sedan inomhus i Plåtverkstan. År 2011 byggdes den stora hallen "Lokverkstaden" om till ett flexibelt kulturhus. I "Lokverkstaden" har bland annat teaterföreningen Arbis uppfört Teaterbåten och Norrköpings symfoniorkester har haft konserter. År 2022 rustades "Lokverkstaden" upp för att kunna användas som större konsertlokal. I området finns också Föreningen Ankarklyset som är en ideell förening vars mål är att bygga, segla och handha segelskutor, företrädesvis på Vättern. Föreningen vill främja en aktiv fritid inom hantverk och kultur. De har startat ett skutbygge av en Vättergaleas med utgångspunkt från Don Carlos som byggdes 1891. Många gamla arbetarbostäder har blivit moderna bostäder. Vid Svarta raden finns två museilägenheter. 

## Byggnader i verkstadsområdet
- Bolagshuset
- Föreningshuset
- Normandie (Motala)
- Svarta raden
- Kamrersbostaden
- Förmansraden

## Byggda fartyg i urval
- 1831 Motala, posthjulångare, varvsnummer 1
- 1831 Rosen, hjulångare
- 1833 Götha Elf, varvsnummer 3[ifrågasatt uppgift]
- 1838 Östergöthland, hjulångare
- 1842 Scandia, det andra i Sverige byggda fartyget med stålskrov
- 1844 Den första propellerångbåpten, levererad till Ryssland
- 1844 Norrköping, varvsnummer 6 (Motala varv)
- 1846 Linköping, varvsnummer 9 (Motala varv)
- 1846 Jönköping, varvsnummer 10 (Motala varv)
- 1847 Örebro, hjulångare. varvsnummer 15 (Motala varv)
- 1847 S/S Westergöthland, varvsnummer 18 (Motala varv)
- 1848 S/S Götheborg, varvsnummer 19 (Motala varv)
- 1849 Carl von Linné, varvsnummer 21 (Motala varv)
- 1850 Ægir, hjulångare, varvsnummer 25 (Motala varv)
- 1850 Arboga, hjulångare, varvsnummer 26 (Motala varv)
- 1850 Blixten, hjulångare, varvsnummer 27 (Motala varv)
- 1850 Carlstad, varvsnummer 28 (Motala varv)
- 1850 Stockholm, varvsnummer 29 (Motala varv)
- 1851 Esaias Tegnér, varvsnummer 32 (Motala varv)
- 1856 DS Skibladner, hjulångare
- 1857 S/S Per Brahe, varvsnummer 62 (Motala varv)
- 1857 S/S Mariestad, varvsnummer 63
- 1858 S/S Wadstena, varvsnummer 65
- 1858 Amiral von Platen, varvsnummmer 68
- 1861 General Boy, varvsnummer 94
- 1862 Bogserbåten Flottisten
- 1863 S/S Örn, varvsnummer 108
- 1863 S/S Wisingsö
- 1866 S/S Engelbrekt (Motala Verkstad, Lindholmen, Göteborg)
- 1867 Kalmarsund No1 (Viktoria)
- 1868 Kalmarsund Nr3, numera S/S Freja af Fryken
- 1873 Kolga, varvsnummer 187
- 1873 Venus, varvsnummer 195
- 1874 M/S Juno
- 1875 S/S Thomée, monterad vid Revsundasjön (Motala varv)
- 1875 S/S Delfin, varvsnummer 217, numera M/S Sjöfröken
- 1876 S/S Primus, varvsnummer 248, från 1937 Ariadne
- 1878 S/S Zoroaster, världens första tankfartyg, för Branobel, Baku (Motala varv)
- 1879 S/S Maria, varvsnummer 288
- 1882 Bogserbåten Ivar
- 1882 Lustyachten S/S Pelle
- 1883 S/S Wisingsö, varvsnummer 336, senare DS Nordnorge
- 1884 S/S Åkers Kanal, varvsnummer 362
- 1885 S/S Ellen, varvsnummer 369
- 1895 S/S Bråviken, varvsnummer 398
- 1896 S/S Wermdö II, senare Tor IV och Östan
- 1900 S/S Nya Svartsjölandet (Numera M/S Väst)
- 1900 Östanå III, varvsnummer 415
- 1901 Motala verkstad, ångfärja
- 1902 S/S Kolmården, varvsnummer 418
- 1903 Ångslupen Bore, numera M/S Bore, varvsnummer 403
- 1903 Ångslupen Hebe, numera MS Gamle Hebe, varvsnummer 424
- 1904 S/S Tor II, varvsnummer 426
- 1907 Skärgården, varvsnummer 431
- 1907 Vaxholm-Rindön, ångfärja
- 1908 S/S Fylgia, varvsnummer 435
- 1909 S/S Drottningholm, varvsnummer 439
- 1909 S/S Angantyr, varvsnummer 440
- 1911 S/S Östra Skärgården 3, ångslup, varvsnummer  445
- 1912 M/S Wilhelm Tham, varvsnummer 446
- 1915 Lindön af Sjötorp, varvsnummer 459
- 1915 S/S Nya Skärgården, varvsnummer 461
- 1916 S/S Vielle Montagne III, varvsnummer 466 (numera M/S Riddarholmen)
- 1920 Färjan 3, varvsnummer 474
- 1920 Färjan 4, varvsnummer 475
- 1929 Polstjärnan III, Vänern

## Motala Verkstad i litteraturen
Jules Verne lät sin romanfigur kapten Nemo i En världsomsegling under havet bygga sitt märkliga undervattensfartyg Nautilus med delar från världens under 1800-talet ledande verkstadsföretag. Rammen lät han därför tillverka vid Motala verkstad (les ateliers de Motala, en Suède).

## Bildgalleri

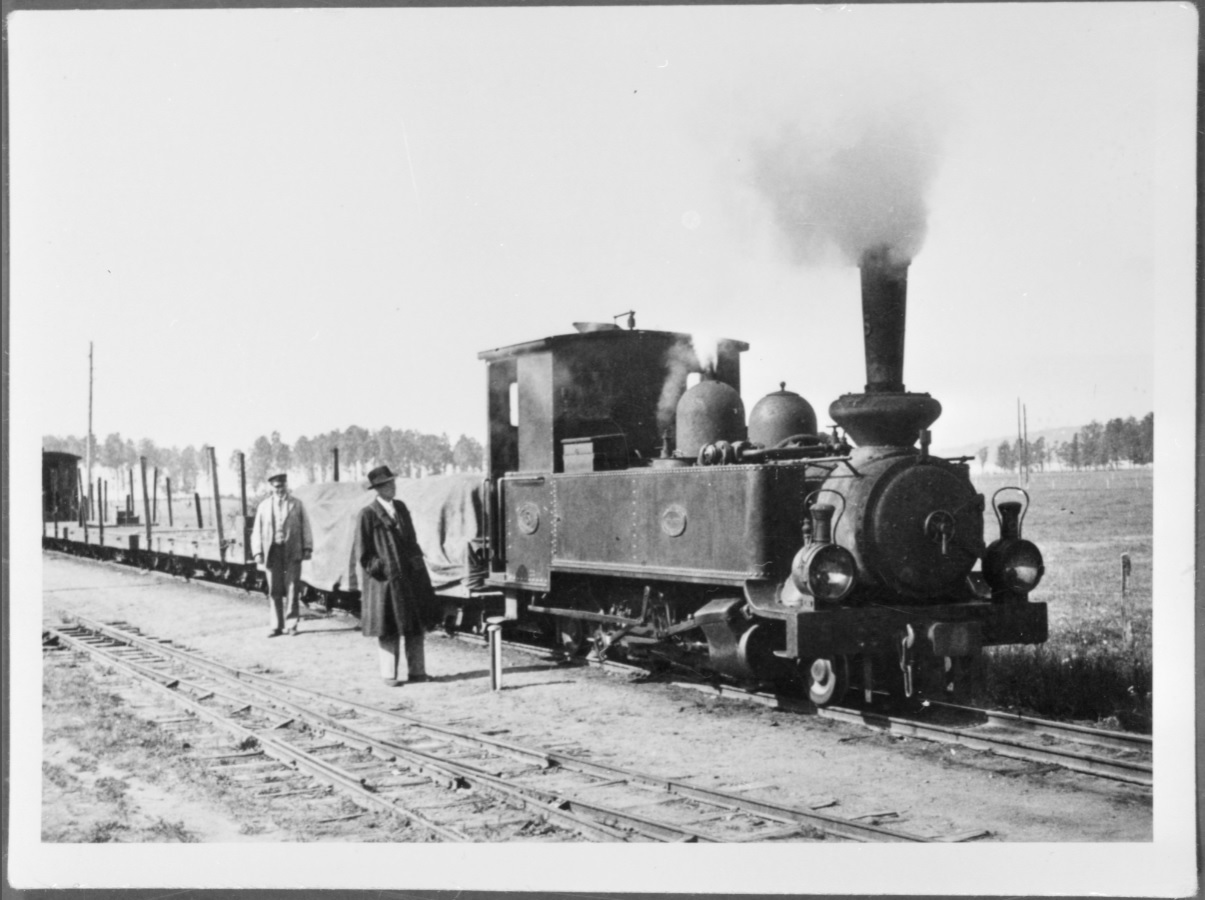
Tåg med lok nummer 5 på Jönköping–Gripenbergs Järnväg, mellan 1902 och 1920
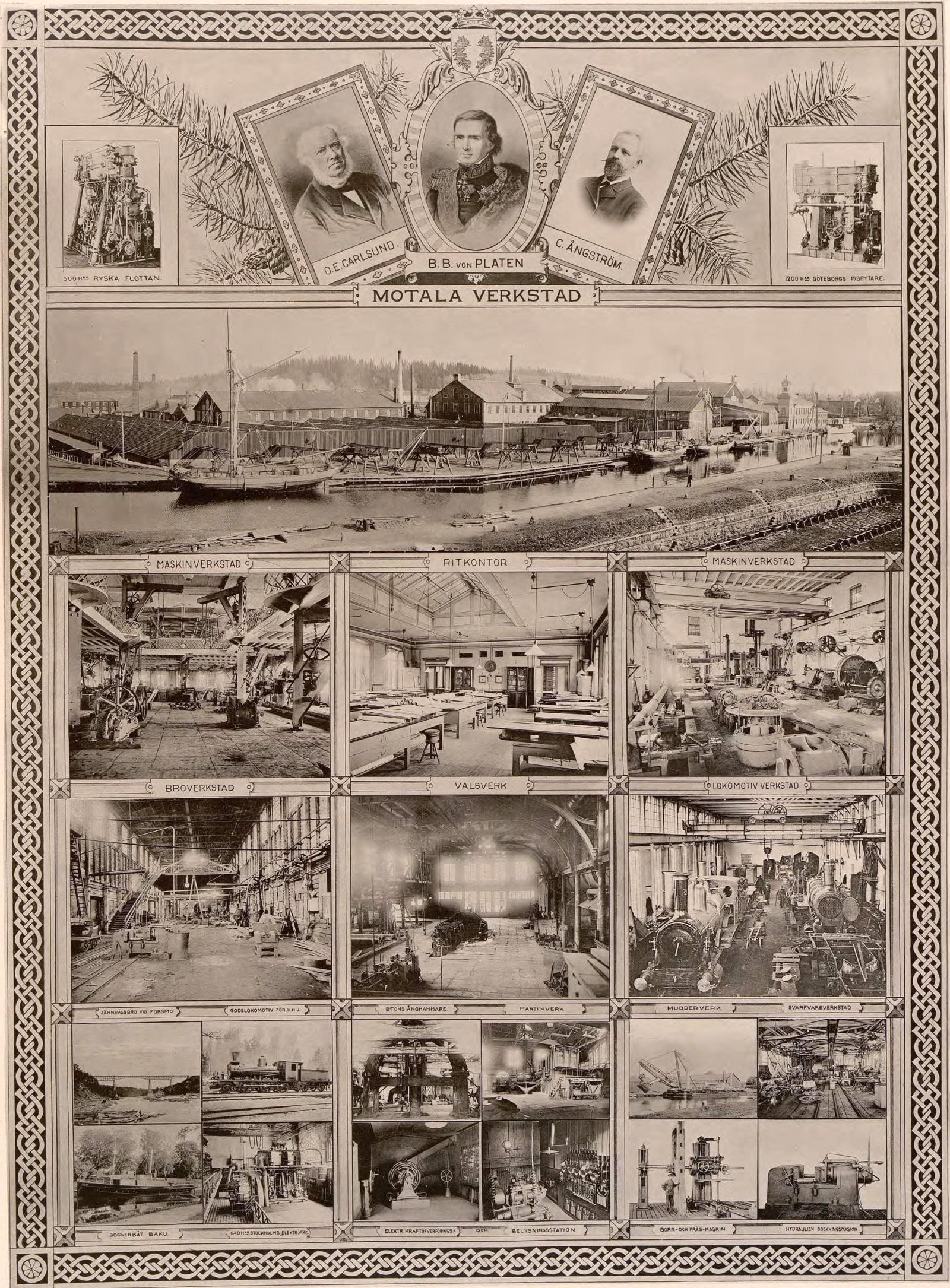
Motala verkstad presenterad i bildverk omkring 1900.
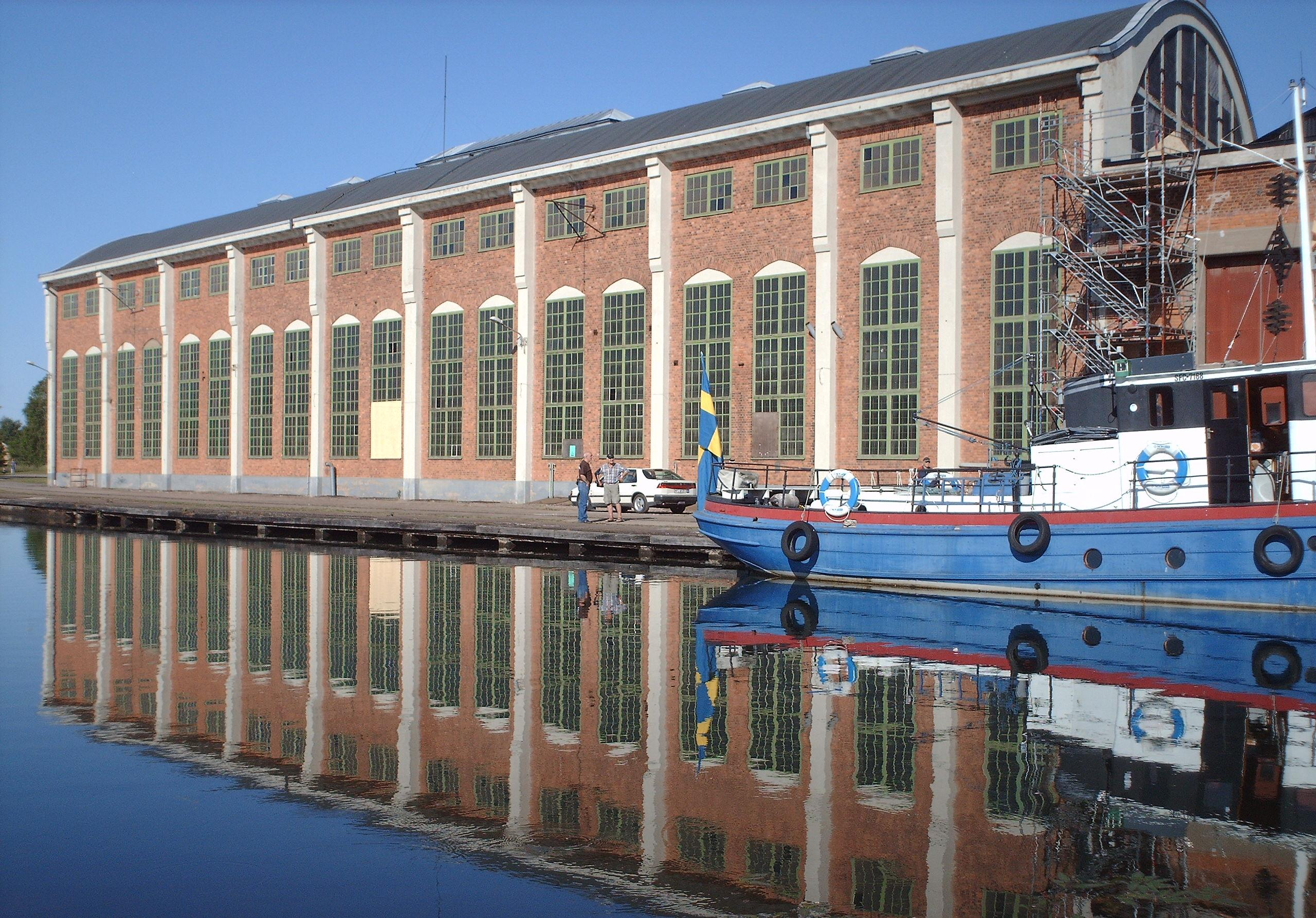
Lokverkstaden invid Göta kanal.
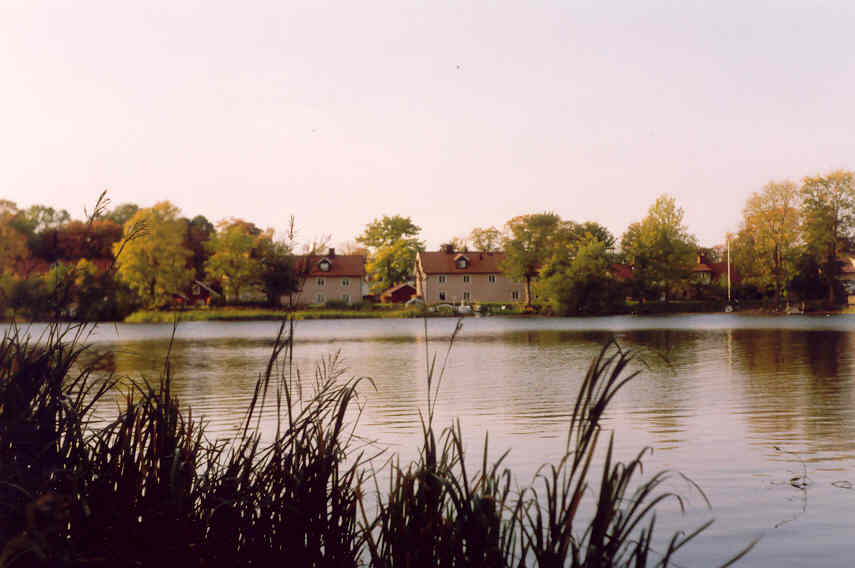
Motala verkstad, här ses verkstadsön och Motala ström från Charlottenborg.
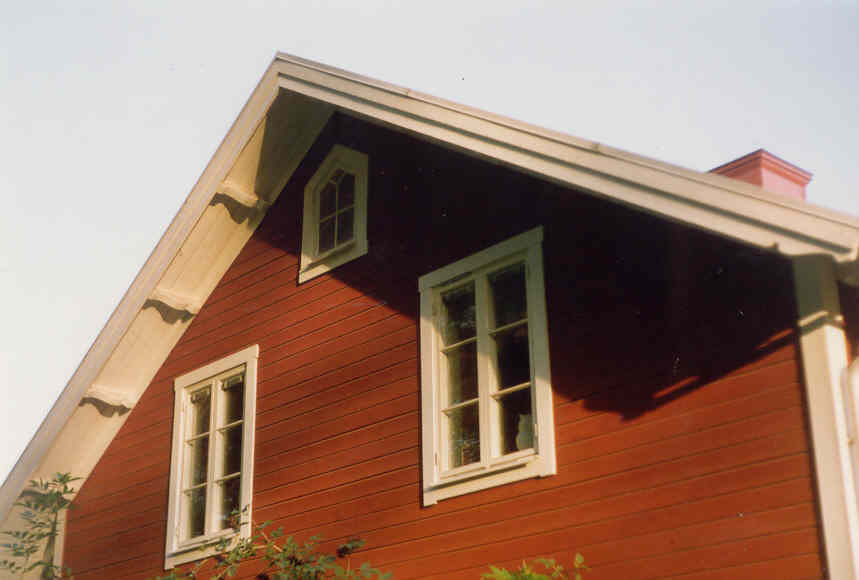
Motala verkstad, industri- och bostadsområdet är idag en idyll, med ett stort antal byggnader från 1800-talets industrialiseringsepok.
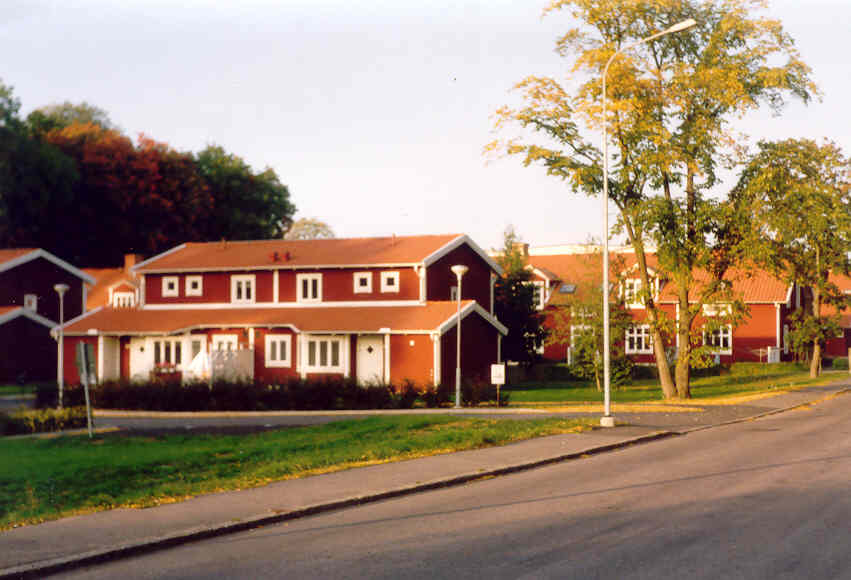
Motala verkstad, nybyggnationen på verkstadsområdet har fått anpassa sig till den äldre byggnationen som i huvudsak härrör sig från 1800-talet.
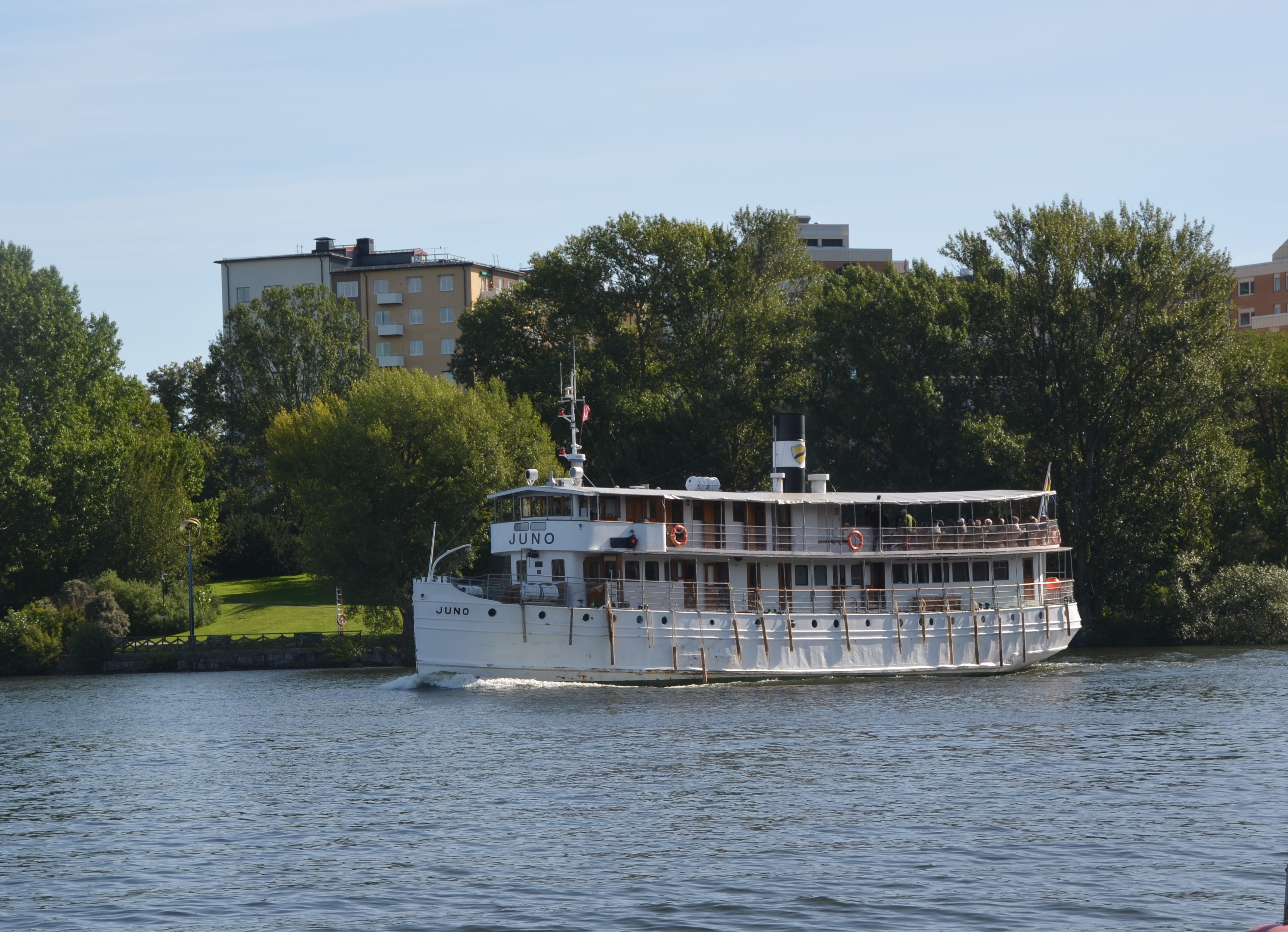
M/S Juno, byggd 1874, här utanför Reimersholme i Stockholm
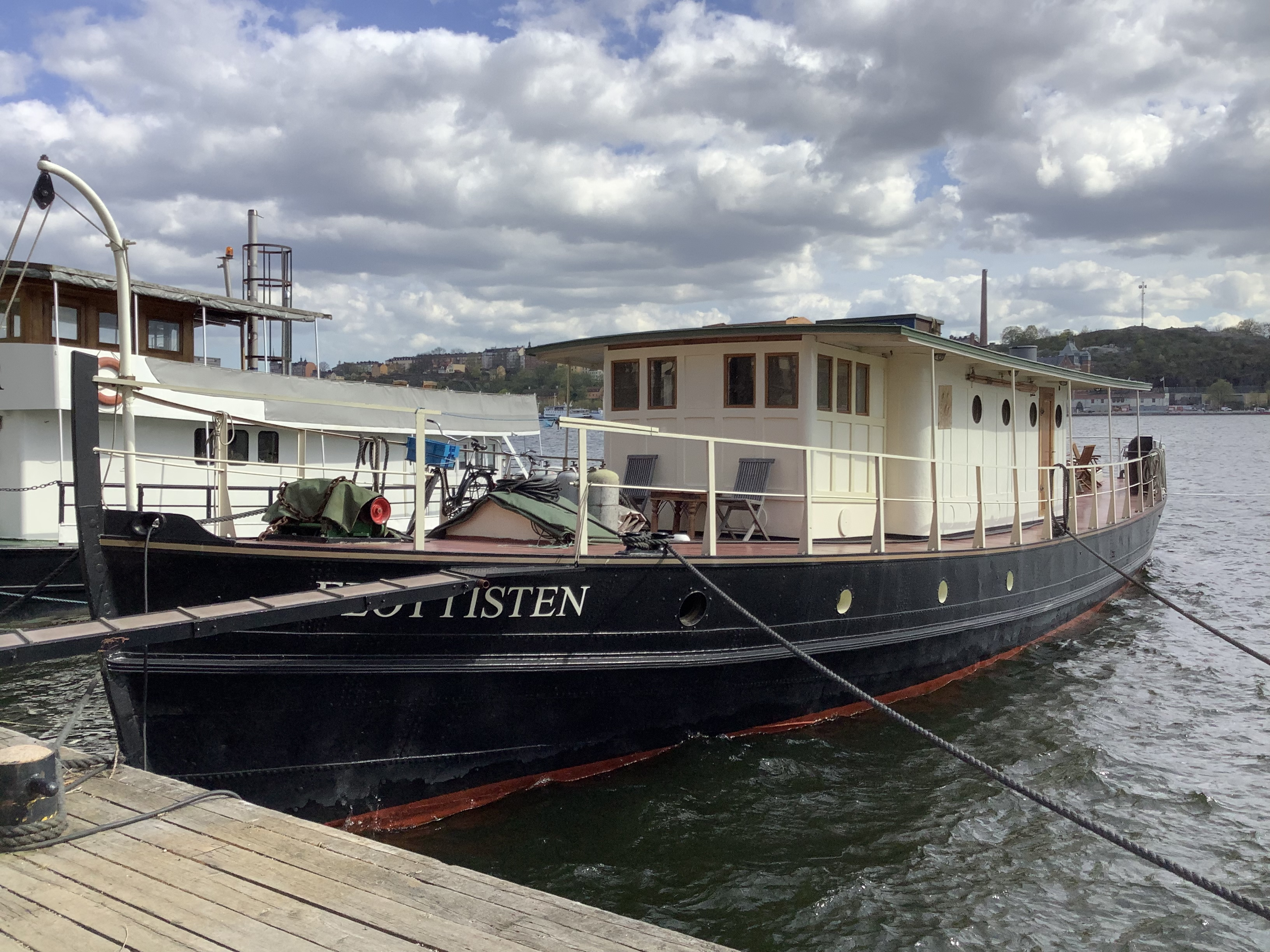
Bogserbåten Flottisten i Riddarfjärden. Hon byggdes 1862 som ångbogseringsfartyg av Motala Werkstads Bolag.
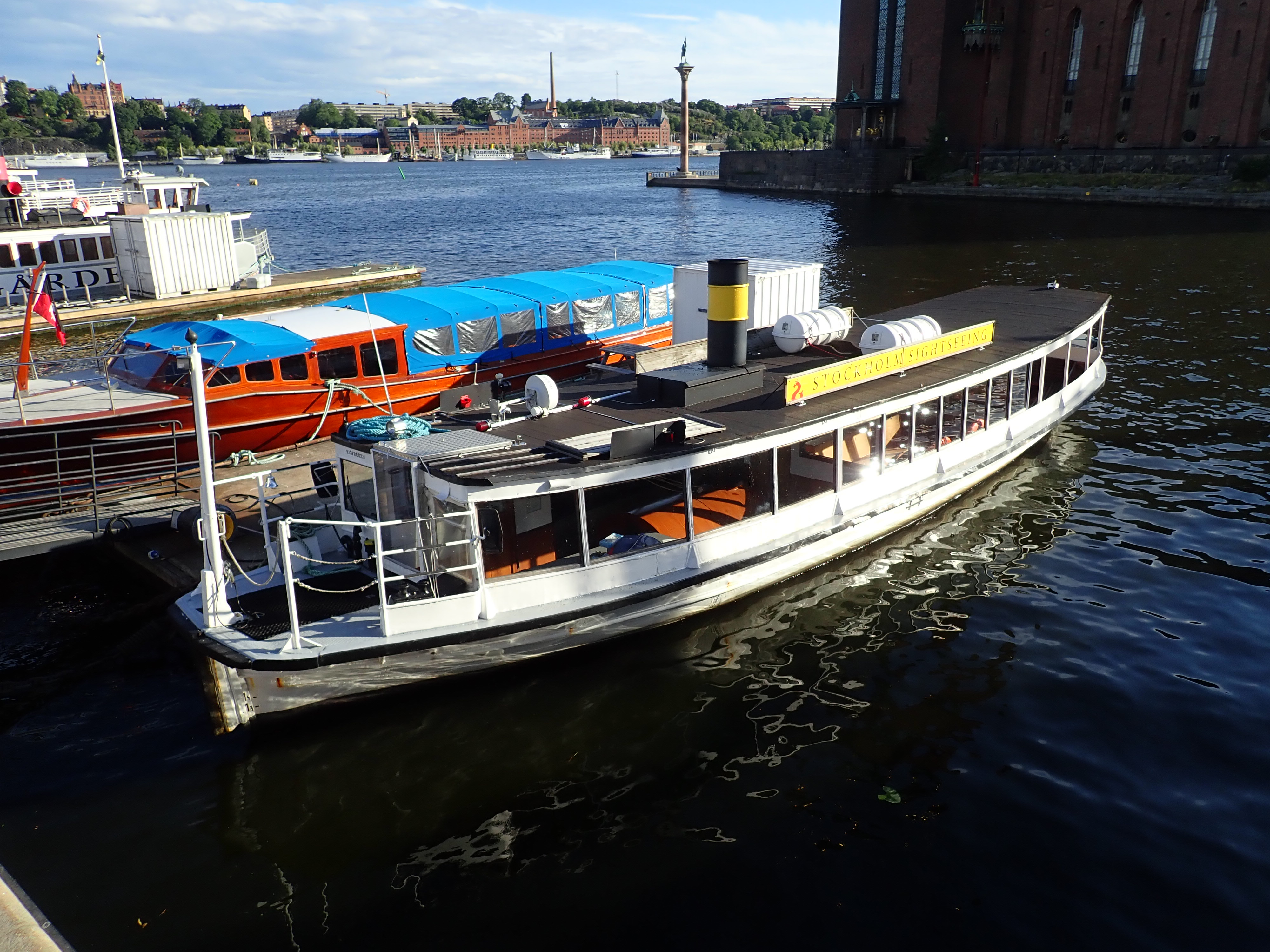
M/S Sjöfröken, 1875, vid Klara Mälarstrand i Stockholm, 2020